# Vesículas recubiertas
Se denomina vesículas recubiertas a los orgánulos que brotan de las membranas celulares y en su superficie presentan una cubierta proteica característica. Después de brotar del orgánulo celular que la generó, la vesícula deja caer su cubierta y permite que su membrana interactúe directamente con la membrana con la que se debe fusionar.

Las células producen diferentes clases de vesículas recubiertas, cada una con la cubierta proteica característica.
Se considera que la cubierta cumple al menos dos funciones:
- Dar forma al brote a la membrana.
- Ayudar a capturar moléculas para el transporte hacia adelante.

Esto se debe a que la mayoría de las vesículas de transporte se originan a partir de regiones revestidas especializadas de la membrana, por lo que generan vesículas revestidas de una red de proteínas distintas a las que recubren la superficie citosólica. Antes de que se fusione con la membrana receptora, este recubrimiento debe eliminarse para permitir que las dos membranas interaccionen directamente.
Algunos tipos de vesículas recubiertas:
| Tipo de vesícula        | Cubierta proteica     | Origen                                                       | Destino                                                      |
| ----------------------- | --------------------- | ------------------------------------------------------------ | ------------------------------------------------------------ |
| Recubierta con clatrina | Clatrina + adaptina 1 | Aparato de Golgi                                             | Lisosoma (vía endosomas)                                     |
| Recubierta con clatrina | Clatrina + adaptina 2 | Membrana plasmática                                          | Endosomas                                                    |
| Recubierta con COP I    | Proteínas COP         | Retículo endoplasmático, cisterna de Golgi, aparato de Golgi | Aparato de Golgi, cisterna de Golgi, retículo endoplasmático |

COP I: sigla de coated complex protein (proteína compleja recubierta)
Pinositosis mediada por adaptina y clatrina